# Emo Verkerk
Emo Verkerk es un escultor  y pintor neerlandés, nacido el 29 de abril de 1955 en Ámsterdam.

## Datos biográficos
Emo Verkerk es el autor de la escultura titulada Gavilán - en neerlandés: Sperwer - que forma parte del proyecto Sokkelplan de La Haya y fue instalada en 2005.

## Obras
- Gavilán - Sperwer  (2005) , La Haya , dentro del proyecto Sokkelplan.[2]

52°4′40.78″N 4°19′0.3″E / 52.0779944, 4.316750

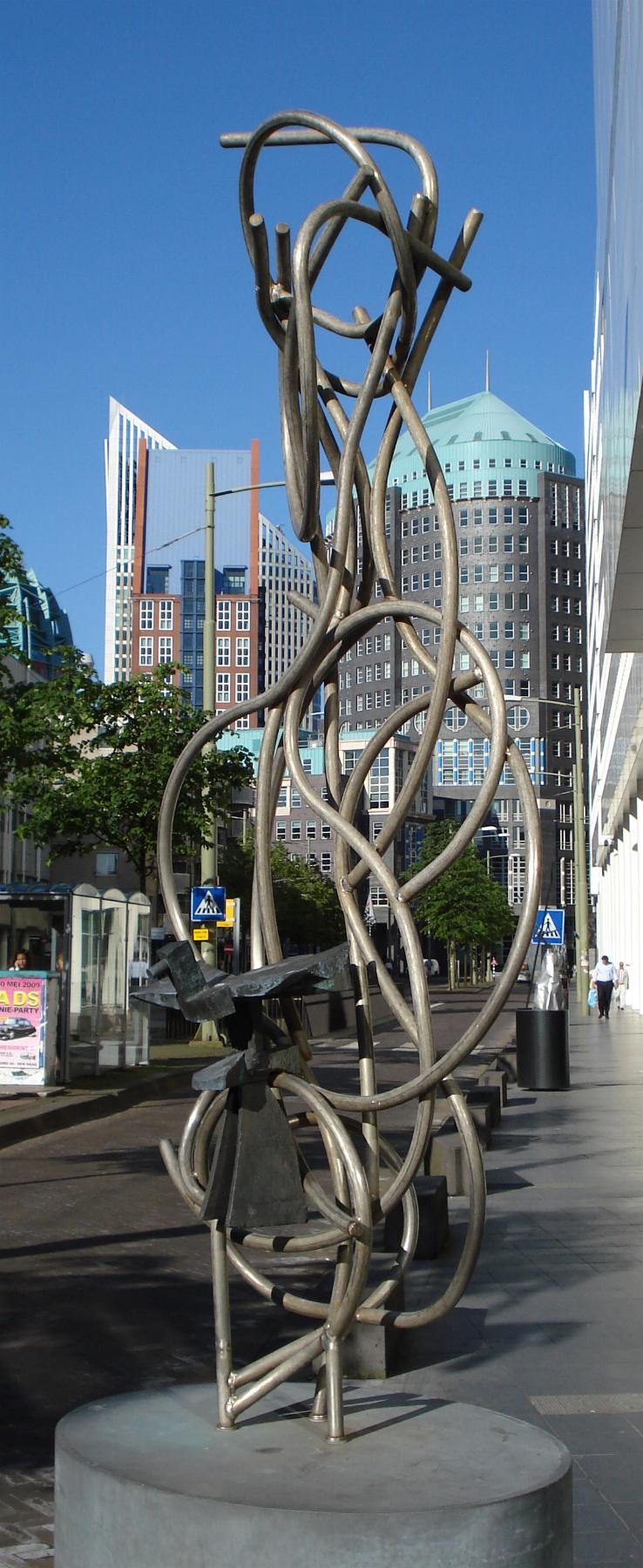
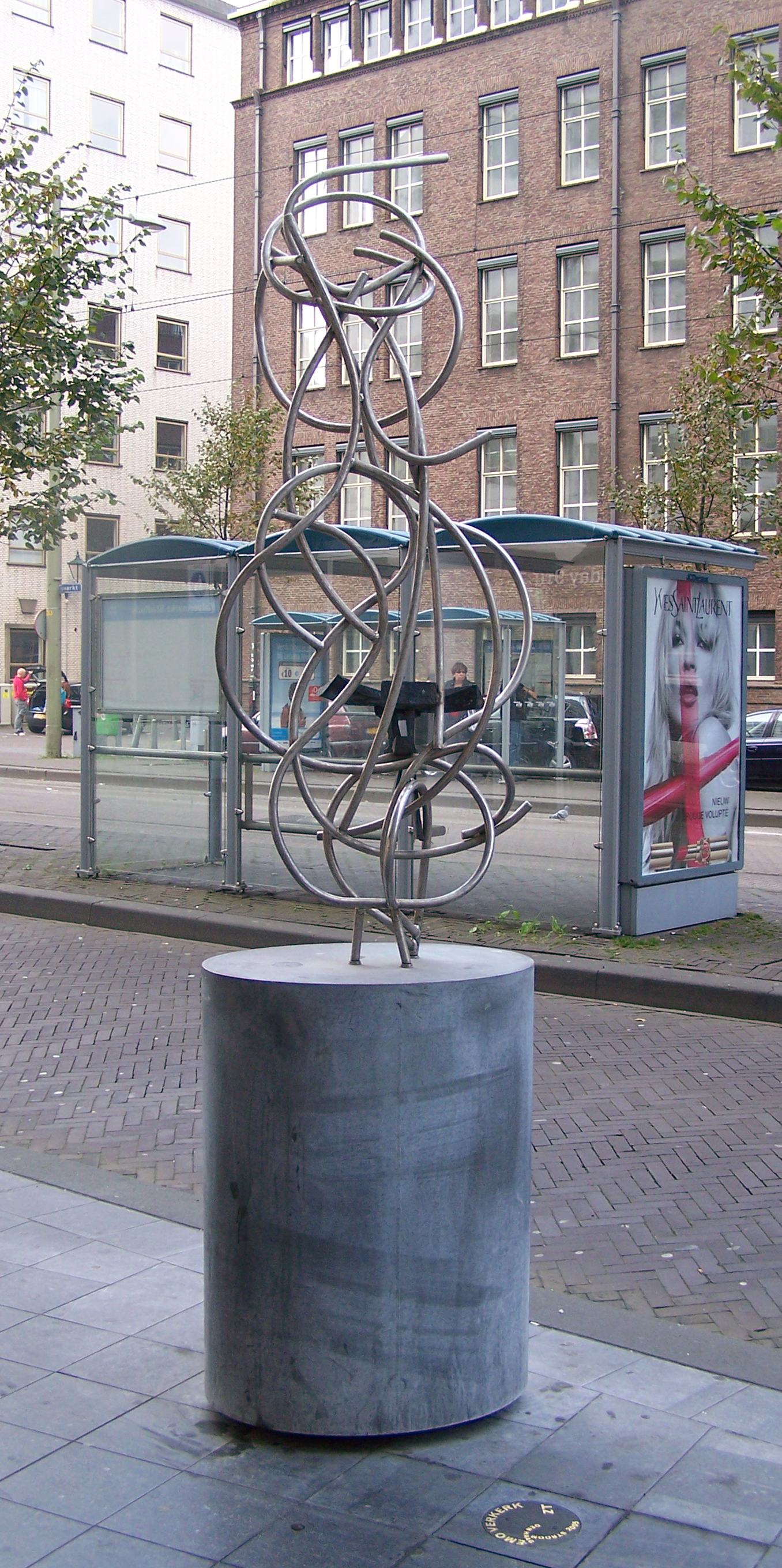
Pulsar para ampliar.